# اندرو ویلر
اندرو آر ویلر (انگلیسی: Andrew R. Wheeler؛ زادهٔ ۲۳ دسامبر ۱۹۶۴) رئیس پیشین سازمان حفاظت از محیط زیست ایالات متحده آمریکا است. از فیلم‌ها یا برنامه‌های تلویزیونی که وی در آن نقش داشته‌است می‌توان به قلب‌های تنها اشاره کرد.